# Çanakpınar, Akseki
Çanakpınar là một xã thuộc huyện Akseki, tỉnh Antalya, Thổ Nhĩ Kỳ. Dân số thời điểm năm 2011 là 49 người.